# Commelina cameroonensis
Espèce
Commelina cameroonensis J. K. Morton est une espèce de plantes du genre Commelina, de la famille des Commelinaceae, du groupe des monocotylédones. C'est une herbe de 0,5 à 1 m de haut. Elle est enracinée au niveau des nœuds les plus bas. On la retrouve dans la zone d’Afrique tropicale (Cameroun, Nigeria, Guinée équatoriale). Son habitat écologique est semblable à celui de l’espèce Commelina capitata. Poussant dans des forêts humides, dans les prairies forestières de transition ; aussi à 950 - 2500 m d’altitude,.